# Sean Gunn (skådespelare)
Sean Gunn, född 22 maj 1974 i Saint Louis, Missouri, är en amerikansk skådespelare. Han är känd för sin roll som Kirk Gleason i Gilmore Girls och Kraglin Obfonteri i Marvel Cinematic Universe. Han syns ofta i sin äldre bror James Gunns filmer.

## Filmografi (i urval)
- 1996 – Tromeo and Juliet
- 1999–2000 – Angel (TV-serie)
- 2000–2007 – Gilmore Girls (TV-serie)
- 2001 – Pearl Harbor
- 2001 – Tredje klotet från solen (TV-serie)
- 2002 – Omaka systrar (TV-serie)
- 2007–2008 – October Road (TV-serie)
- 2010 – Super
- 2012 – Kärlek i Detroit
- 2012 – Antiques Roadshow (TV-program)
- 2012 – Glee (TV-serie)
- 2014 – Bones (TV-serie)
- 2014 – Guardians of the Galaxy
- 2016 – Superstore (TV-serie)
- 2017 – Guardians of the Galaxy Vol. 2
- 2018 – Avengers: Infinity War
- 2018 – Robot Chicken (TV-serie) (röst)
- 2019 – Avengers: Endgame
- 2021 – The Suicide Squad
- 2021 – What If...? (TV-serie) (röst)
- 2021 – The Rookie (TV-serie)
- 2022 – The Terminal List (TV-serie)
- 2022 – Thor: Love and Thunder
- 2022 – The Guardians of the Galaxy Holiday Special
- 2023 – Guardians of the Galaxy Vol. 3